# Simon Ivraren
Simon Ivraren, Simon seloten eller Simon Kananaios (arameisk namnform), död cirka 65 eller 107, var en av Jesu tolv apostlar. Hans helgondag infaller den 28 oktober i västliga kristenheten, medan de orientaliska och ortodoxa kyrkorna firar honom den 10 maj.
Simon nämns med detta namn i Matteusevangeliet 10:4, Markusevangeliet 3:18, Lukasevangeliet 6:15, och Apostlagärningarna 1:13. I olika översättningar benämns han seloten, ivraren och kananaios; dessa ord har samma innebörd, och kunde i sig betyda att han tillhörde seloterna, men det kan också anspela på att han innan han kallades till apostel ivrade för den mosaiska lagen. Enligt uppgift skall han dock inte varit selot. Somliga, som Hieronymus, har tolkat tillnamnet som att han var bördig från Kana. I östortodoxa kyrkan och orientalisk-ortodoxa kyrkan identifieras han med Nathanael av Kana, och grekisk-ortodoxa kyrkan menar att han är brudgummen i bröllopet i Kana.
Olika samfund har olika uppfattningar om var Simon predikade evangeliet. Det har föreslagits att han verkade som apostel i Samarien, Egypten, Britannien, med fler ställen, och enligt en tradition skall Simon ha efterträtt Jakob som biskop i Jerusalem. Att denne Simon är densamme som biskopen Simon är inte vedertaget. Många legender uppger dock att han led martyrdöden, enligt vissa uppgifter genom att bli itusågad på längden. Han avbildas därför ibland med en såg som helgonattribut.